# Легкошкур Сергій Вікторович
Сергі́й Ві́кторович Легкошку́р — полковник Збройних сил України.
Станом на 2012 рік полковник Легкошкур — начальник відділу мобілізаційної роботи Східного територіального командування ВВ України.

## Нагороди
За особисту мужність і героїзм, виявлені у захисті державного суверенітету та територіальної цілісності України, вірність військовій присязі під час російсько-української війни
- нагороджений орденом «За мужність» III ступеня (25.3.2015).